# The Poor Little Rich Girl
The Poor Little Rich Girl är en amerikansk dramakomedifilm från 1917 i regi av Maurice Tourneur. Filmen är baserad på 1913 års teaterpjäs av Eleanor Gates.
Filmen spelades in i Fort Lee, New Jersey som var en viktig plats för amerikansk filminspelning under det tidiga 1900-talet. 1991 förklarades filmen som kulturellt värdefull av USA:s kongressbibliotek, och det beslutades att filmen skulle bevaras av National Film Registry.

## Handling
11-åriga flickan Gwendoline är dotter till två rika föräldrar, som låter henne tas om hand av hushållspersonalen på familjens herrgård. En dag blir hon sjuk efter att hembiträdet givit henne för mycket sömnpiller, för att hembiträdet själv skall kunna gå ut och roa sig med butlern. Gwendoline börjar sedan se fantasifigurer.

### Fotnoter
1. ↑  The Poor Little Rich Girl as presented on Broadway at the Hudson Theatre January 21, 1913 to June 1913; IBDb.com
2. ↑  ”Studios and Films” (på engelska). Fort Lee Film Commission. Arkiverad från originalet den 5 april 2011. https://web.archive.org/web/20110405152556/http://www.fortleefilm.org/studios.html. Läst 2 oktober 2014.
3. ↑   Review, synopsis and link to watch the film ”A cinema history” (på engelska). 23 juni 1917. http://a-cinema-history.blogspot.com/2013/12/the-poor-little-rich-girl-1936.html. Läst 2 oktober 2014.